# Путасу північна

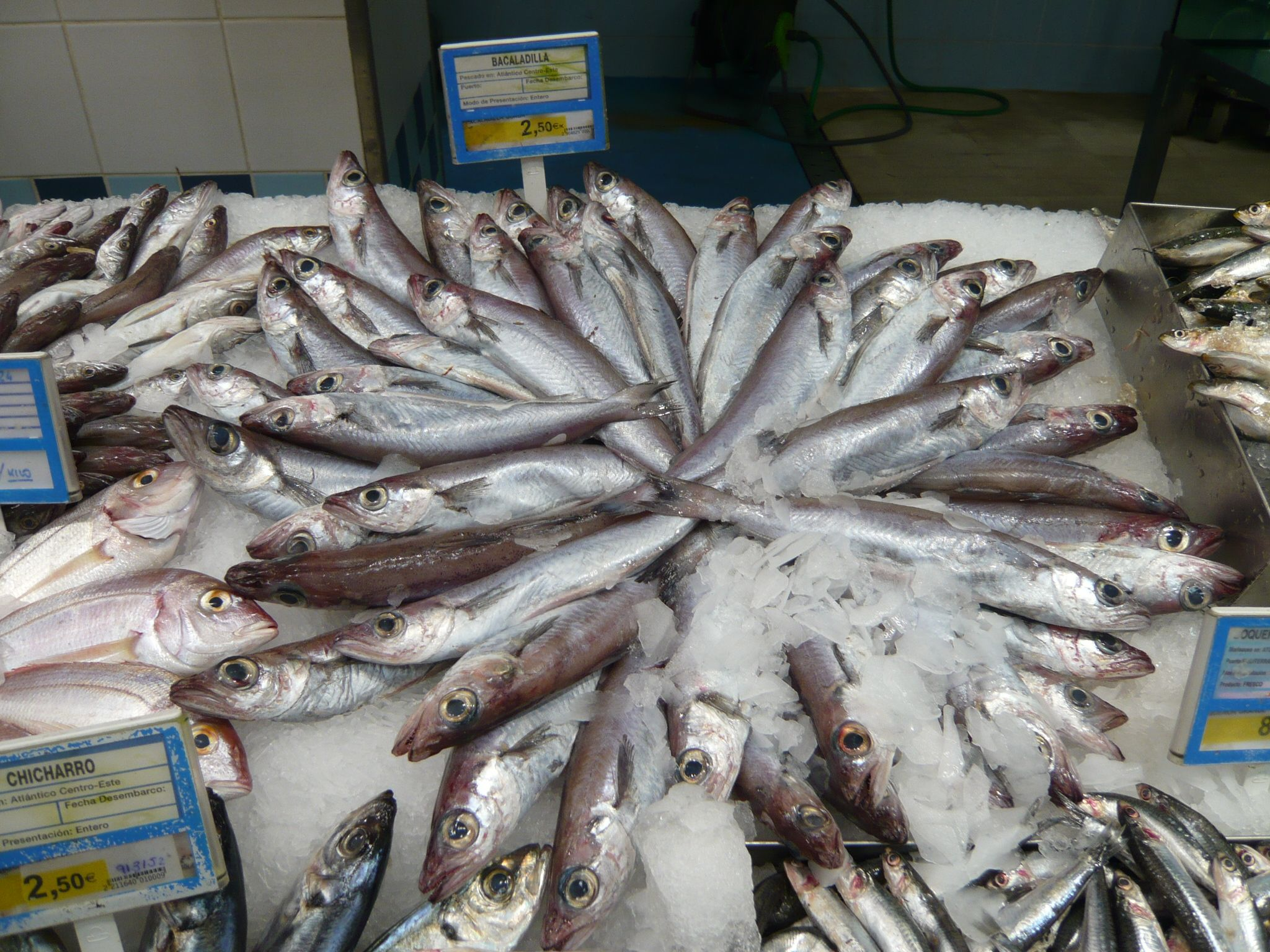
Путасу північна на продаж, Іспанія

Путасу північна (лат. Micromesistius poutassou) — один з двох видів риб роду Путасу (Micromesistius), родини Тріскових (Gadidae). Зустрічається у північно-західній Атлантиці на південь від Ґренландії вздовж південно-східних берегів Канади і північно-східних США. У північно-східній Атлантиці від Баренцова моря на південь до Норвезького моря, навколо Ісландії, далі на південь вздовж Африканських берегів до Мису Бохадор. Також у північно-західній частині Середземного моря, де місцями може бути чисельним. У Чорному морі відома одна випадкова знахідка біля мису Айя, південний Крим, куди могла бути випадково завезена із баластними водами.
Морська пелагічна риба до 50 см довжиною. Важливий промисловий об'єкт.